# The Trip (gruppo musicale)
The Trip è un complesso musicale rock progressivo anglo-italiano formatosi negli anni sessanta.

## Storia del gruppo

### Gli anni sessanta
Il nucleo del complesso si costituisce a Londra nel 1966, durante il soggiorno nel Regno Unito del cantante Riki Maiocchi. Maiocchi, dopo aver lasciato i Camaleonti per la carriera solista, stava cercando musicisti per formare un nucleo di supporto con maggiore propensione al rock psichedelico. Grazie al batterista Ian Broad (già frequentato a Milano quando faceva parte del complesso The Bigs), arrivano il chitarrista Ritchie Blackmore (già noto session man che aveva fatto parte di altre band del Regno Unito), il bassista Arvid "Wegg" Andersen e un secondo chitarrista di nome Billy Gray (che aveva suonato con Eric Clapton e proveniva dagli scozzesi Anteeeks). A ottobre il cantante e i musicisti si presentano sui palchi italiani sotto la sigla Maiocchi & The Trip, ma già a dicembre Blackmore torna nel Regno Unito per poi formare nel 1968 i Deep Purple e la band si separa da Maiocchi. Dopo una breve parentesi con alla chitarra, nel 1967 al trio si uniscono prima il tastierista savonese Joe Vescovi e poi nel giugno 1967 il batterista torinese Pino Sinnone, uscito dalle Teste Dure e dai The Rogers, che sostituisce Broad allontanato dall'organico per questioni disciplinari. Siamo in piena epoca psichedelica e il quartetto mantiene il nome di "The Trip" ("il viaggio") con allusione all'esperienza lisergica, anche se il nome, scelto da Andersen, in realtà era riferito al viaggio che portava i ragazzi nell'allora lontana Italia. 
Con la formazione a quattro guidata dal valentissimo Vescovi, il complesso propone una miscela di beat, rock e blues con qualche venatura sinfonica, che i critici battezzano "musica impressionistica", e che ha qualche somiglianza con il suono dei Vanilla Fudge. Grazie a un provino effettuato al Piper Club di Roma, la band viene notata dal produttore Alberigo Crocetta che mette il quartetto sotto contratto per la RCA, facendo anche inserire un suo brano nella compilation intitolata Piper 2000.

### Gli anni settanta
Con queste premesse musicali, nel maggio 1970 il complesso pubblica il primo album, The Trip, talvolta indicato con il titolo di Musica impressionistica (espressione che appare sul retro della copertina). Il disco restituisce l'originale miscela musicale della band, con l'aggiunta delle atmosfere psichedeliche di rito per l'epoca (presenti anche nella copertina, molto colorata, opera dello studio grafico Up & Down) e gli effetti rumoristici. Nello stesso anno il quartetto appare in veste di protagonista nel film surreale Terzo Canale - Avventura a Montecarlo, insieme ai New Trolls, Mal ed altri artisti, che documenta anche la loro partecipazione al Festival Pop di Caracalla.
Il complesso inizia a vivere e comporre in un proprio "quartier generale" sito nella Villa Rosso del comune di Cisano Sul Neva, dove già il savonese Joe Vescovi aveva vissuto. Villa Rosso diviene sia sala prove e sala incisione, sia luogo di vita collettiva tra musicisti (tra i quali un giovanissimo ed ancora sconosciuto Edoardo Bennato) e giovani del luogo. Il clima favorisce la composizione dei brani poi divenuti più noti della band.
L'anno successivo, nel mese di settembre, viene inciso il secondo album Caronte, un disco di svolta per certi versi pionieristico, con tutti gli elementi che costituiranno il progressive maturo: brani lunghi e articolati, cambiamenti di ritmo, citazioni letterarie, arrangiamenti barocchi con influssi sinfonici. Le tastiere di Vescovi diventano lo strumento predominante nella maggior parte dei brani, soprattutto nei due pezzi che danno il nome al disco, anche se sono ben presenti fraseggi di chitarra in stile hendrixiano. L'album è molto ben prodotto, è confezionato con una bella copertina apribile ed è considerato un caposaldo del rock progressivo italiano. Nel 1971 la band è presente al Festival di Musica d'Avanguardia e di Nuove Tendenze di Viareggio, giunti a questo punto, Gray e poi Sinnone lasciano la band.
In Aprile1972 il batterista Pino Sinnone, viene rimpiazzato da Furio Chirico (anch'egli torinese), esponente di spicco del "disparismo" ritmico, che pur essendo molto giovane ha già al suo attivo diversi anni di esperienza in complessi beat come I Ragazzi del Sole e Martò & i Judas. L'abilità tecnica di Vescovi rende superfluo l'ingresso di un nuovo chitarrista, e l'ex quartetto si presenta definitivamente come trio con tastiera, basso e batteria, sull'esempio di Emerson, Lake & Palmer.
Nel maggio 1972 con la realizzazione di Atlantide il suono della band si sintonizza sempre più chiaramente sulle frequenze del progressive di stampo anglosassone. Il disco è un concept album che prende spunto dal mito del continente scomparso, per simboleggiare la genesi e la caduta della società totalitaria. I testi sono minimali in lingua inglese, mentre la copertina dell'album, realizzata dal solito studio Up & Down, è curatissima, con due risguardi apribili a manifesto, raffigurante una cartina immaginaria dell'isola. Le tastiere di Vescovi risultano ancora più enfatizzate, con frequenti spazi per assoli e virtuosismi anche di Chirico. Il disco è tecnicamente ineccepibile e per alcuni rappresenta il vertice toccato dal complesso, pur suonando meno fresco ed innovativo dei precedenti.
La band continua una ancor più intensa attività dal vivo, partecipando con grande successo ai raduni più importanti, tra cui Davoli Pop, Festival Pop di Villa Pamphili e Piper 2000 di Viareggio.
La stessa formazione, passata dalla RCA alla Trident Records, pubblica nel 1973 Time of Change, ultimo album della discografia. Anche questo è un concept album a tema mitologico, che rispetto ai precedenti lavori presenta un'ancora più evidente contaminazione di musica classica e influssi jazz. L'opera, sempre ben suonata, pecca un po' di manierismo e di frammentarietà, e rappresenta il crepuscolo creativo della band.
Dopo Time of Change Chirico abbandona i Trip per formare un proprio organico fusion, gli Arti e Mestieri. Vescovi e Andersen ingaggiano Nunzio "Cucciolo" Favia proveniente dagli Osage Tribe, ma il trio finisce per sciogliersi. Dopo la separazione, Vescovi entra prima negli Acqua Fragile e poi, insieme a Favia, nei Dik Dik con cui collaborava già da qualche tempo apportando altresì il suo talento compositivo (suoi i brani Io, te, l'infinito su testo di Giancarlo Sbriziolo e Walking in the Sunshine del 1977 nonché tutti i brani dell'album Amico del 1978). Negli anni ottanta Vescovi entra nella formazione della band di Umberto Tozzi.

### Il ritorno
Negli anni duemila Vescovi incide due album su CD con una tribute band dei Beatles, gli Shout!, in cui compare anche Franz Dondi degli Acqua Fragile.
Nel 2010 la band si ricostituisce con Wegg Andersen, Joe Vescovi e Furio Chirico, con la collaborazione di Fabrizio Chiarelli (chitarre e voce) ed Angelo Perini (basso), per prender parte alla Prog Exhibition tenutasi al Teatro Tendastrisce di Roma nei giorni 5 e 6 novembre. Nel 2011 il gruppo partecipa all'"Italian Progressive Rock Festival" di Tokyo, registrando in quell'occasione l'album Live in Tokyo 2011, che viene pubblicato nel 2013 con la riedizione dell'album storico Atlantide in un doppio CD.
Wegg Andersen viene a mancare il 31 marzo 2012, mentre Joe Vescovi si spegne a San Benedetto del Tronto (AP) la notte del 29 novembre 2014.
Nel 2019,  inaugura un nuovo assetto, che vede già in formazione dal 2015 Andrea Ranfa Ranfagni alla voce (sovente vocalist per Ian Paice dei Deep Purple e attuale cantante dei Vanexa), il polistrumentista Carmine Capasso alle chitarre (già cantautore e session man con diverse e importanti collaborazioni alle spalle) e due noti musicisti della scena musicale milanese, ovvero Andrea "Dave" D’Avino all'hammond e tastiere, e Tony Alemanno al basso e voce già bassista della prog band Hollowscene.
Il 17 luglio 2021, i nuovi Trip pubblicano l'album, prodotto da Carmine Capasso, Caronte 50 Years Later, ovvero lo storico album Caronte del 1971 risuonato dalla nuova formazione della band, presentato il giorno stesso al "Porto Antico ProgFest" di Genova, disponibile sia in CD che in vinile. La band si esibisce il 4 settembre dello stesso anno anche al celeberrimo festival Progressive di Veruno (per l'occasione svoltosi nella vicina Revislate) con band come Banco del mutuo soccorso, Il Rovescio della Medaglia, The Winstons, Osanna e tanti altri. Il concerto sarà un grande successo ma anche l'ultimo con Dave D'Avino alle tastiere, che lascerà per motivi personali. Entra in formazione, il tastierista campano Giuseppe "Sep" Sarno.
Su grande richiesta dei fan, solo attraverso la band è disponibile il live di Veruno, chiamato appunto Caronte 50 Years Later live - The Official Bootleg. A distanza di un anno, Sep Sarno non è più parte della band e vede il ritorno di Dave D'Avino alle tastiere. Nell'autunno del 2022, Carmine Capasso, Dave D'Avino e Tony Alemanno annunciano (dopo aver terminato le registrazioni del nuovo album di inediti) l'uscita dalla band per divergenze personali ed artistiche. Carmine Capasso pubblicherà un album solista "Assenza di gravità" (con etichetta Ma.ra.cash); l'album vede importanti ospiti del panorama progressive italiano ed internazionale come Sasha Torrisi (Timoria), Adrian Shaw (Hawkwind), Marcus Eaton (ex chitarrista di David Crosby), The Samurai of Prog e tanti altri. Tony Alemanno entrerà a far parte della storica band progressive Alphataurus . Il 3 Ottobre 2023 esce il nuovo album di inediti (che vede la stessa formazione di Caronte 50 Years Later) dal titolo "Now the time has come", nato con la collaborazione del tastierista e compositore Max Botto. Nell'album ci sono ospiti come Nico Di Palo dei New Trolls e Giuseppe "Sep" Sarno (tastierista che ha fatto parte per un breve periodo dei The Trip) all'hammond.
Furio Chirico's The Trip
Nel gennaio del 2022, in occasione del 50º anniversario della pubblicazione dell'album Atlantide (registrato nel 1972 da Joe Vescovi, Arvid Andersen e Furio Chirico), viene annunciata una nuova line-up parallela dei The Trip - Furio Chirico's The Trip - capitanata da Furio Chirico (batteria), e formata insieme a Paolo "Silver” Silvestri (piano elettrico e organo hammond), Giuseppe "Gius" Lanari (voce e basso) e Marco Rostagno (chitarra).
Nel novembre 2022, i Furio Chirico's The Trip hanno pubblicato due edizioni del nuovo album intitolato Equinox contenente un CD (con 9 brani inediti), un DVD (con la registrazione dell'esordio dal vivo al Salone del Libro in Torino 2021), e un bonus CD esclusivamente per l'edizione giapponese (che contiene un inedito audio di 40 minuti dal vivo del 1973 registrato a Foggia Italia, eseguito dallo storico trio dei The Trip, Vescovi/Andersen/Chirico).

## Formazione

### The Trip (dal 1966-1974, 2010-2014, 2015-2021)
- Joe Vescovi - tastiere, voce (1967-1974; 2010-2014)
- Arvid Andersen - basso, voce (1966-1974; 2010-2012)
- Furio Chirico - batteria (1972-1974; 2010-2014)
- Billy Gray - chitarra (1967-1970)
- Ritchie Blackmore - chitarra (1966)
- Ian Broad - batteria (1966-1967)
- Roger Peacock - voce (1966-1970)
- Pino Sinnone - batteria (1967-1972) (2015-2021)
- Paolo "Silver" Silvestri - organo hammond e tastiere (2015-2018)
- Giuseppe "Gius" Lanari - voce e cori (2018-2019)
- Marco Rostagno - chitarra (2018-2019)
- Tony Scantamburlo - Chitarra (2015-2018)
- Filippo Del Mastro - Organo, tastiere e cori (2018)
- Andrea Ranfa Ranfagni - voce (2015-2021)
- Carmine Capasso - chitarra e cori (2019-2021)
- Andrea Dave D'Avino - tastiere e cori (2019-2021)
- Tony Alemanno - basso (2019-2021)

### The Trip (dal 2019 al 2022)
- Pino Sinnone - batteria
- Andrea Ranfagni - voce
- Carmine Capasso - chitarra
- Andrea Dave D'Avino - tastiere
- Tony Alemanno - basso

### The Trip (dal 2023)
- Pino Sinnone - batteria
- Andrea Ranfa Ranfagni - voce
- Adriano Arena -chitarra
- Leonardo Bruzza - basso e voce
- Ivan Fusco - tastiere

### Furio Chirico's The Trip (dal 2022)
- Furio Chirico - batteria
- Paolo "Silver" Silvestri - organo hammond e tastiere
- Giuseppe "Gius" Lanari - voce e basso
- Marco Rostagno - chitarra

## Discografia

### Album in studio
- 1970 - The Trip
- 1971 - Caronte
- 1972 - Atlantide
- 1973 - Time of Change
- 2021 - Caronte 50 Years Later
- 2023 - Now the time has come

### Album live
- 2016 - Live '72
- 2021 - Caronte 50 Years Later Live - The Official Bootleg

### Singoli
- 1970 - Una pietra colorata'/Incubi
- 1970 - Fantasia/Travellin' Soul
- 1971 - Believe in Yourself/Little Janie
- 1972 - Intervista
- 1973 - Corale/Formula nova

### Raccolte
- 2013 - Atlantide (doppio CD: la riedizione dell'album Atlantide del 1972 + l'album dal vivo in Tokyo 2011 all'Italian Progressive Rock Festival)

### Furio Chirico's The Trip
- 2022 - Equinox (CD+DVD box set)
- 2022 - Equinox (2CD+DVD box set: exclusive Japanese edition) (King Records)